# Rehberg (Woldegk)
Rehberg ist ein Ortsteil der Stadt Woldegk im Landkreis Mecklenburgische Seenplatte in Mecklenburg-Vorpommern.

## Geografie
Der Ort liegt acht Kilometer westsüdwestlich von Woldegk. Zur Gemarkung Rehberg zählt eine Fläche von 880 Hektar. Die Nachbarorte sind Plath im Norden, Oltschlott im Nordosten, Hinrichshagen im Osten, Forsthof, Vorheide und Neugarten im Südosten, Wendorf im Süden, Krumbeck, Bredenfelde und Bredenfelder Mühle im Südwesten, Loitz im Westen sowie Ballin und Köllershof im Nordwesten.